# Казец (Тренто)
Казец је насеље у Италији у округу Тренто, региону Трентино-Јужни Тирол.
Према процени из 2011. у насељу је живело 247 становника. Насеље се налази на надморској висини од 702 м.